# Йоган Філіп Дю Руа
Йоган Філіп Дю Руа (2 червня 1741, Брауншвайґ — 8 грудня 1785 там само) — німецький лікар і ботанік, який спеціалізувався на дендрології. Його офіційна ботанічна авторська абревіатура «Du Roi».

## Життя і діяльність
Дю Руа вивчав медицину в Гельмштедті, де в 1764 році став доктором медицини, а в 1765 році йому було доручено нагляд за висаджуванням екзотичних дерев і кущів у парку замку Гарбке. Його праця Die Harbke'sche wilde Baumzucht… вважається першим науковим трактатом з дендрології в Німеччині. У 1776 році був обраний членом Леопольдини.
У 1777 році він оселився в Брауншвайґу як лікар загальної практики, ставши гарнізонним лікарем, міським фізиком, придворним лікарем і асесором Вищої санітарної колегії. Близько 1780 року Дю Руа був секретарем брауншвейзької масонської ложі «Carl zur gekrönten Säule». Помер у 1785 році, будучи практикуючим лікарем.

## Назви рослин на його честь
Рід рослин Duroia  з родини маренових (Rubiaceae) і рід Roia з родини мелієвих (Meliaceae) названо на його честь.

## Твори
- Dissertation inauguralis medica de paralysi gravissima femorum crurumque sanata. Helmstedt 1764 (дисертація; цифрова копія ).
- Dissertation inauguralis observations botanicas sistens. Schnorr, Helmstedt 1771 (Медична дисертація, Університет Гельмштедта, 1771; цифрова копія ).
- Die Harbkesche wilde Baumzucht theils Nordamerikanischer und anderer fremder, theils einheimischer Bäume, Sträucher und Strauchartigen Pflanzen nach den Kennzeichen, der Anzucht, der Eigenschaften und der Benutzung beschrieben. 2 Bände. 2 томи. Braunschweig 1771/72 (цифрові копії: том 1 ; том 2 ).

## Вебпосилання
- Йоган Філіп Дю Руа(англ.): інформація на сайті IPNI.